# 하라구치 겐키
하라구치 겐키(일본어: 原口 元気, 1991년 5월 9일 ~ )는 일본의 축구 선수로 독일 분데스리가의 VfB 슈투트가르트에서 공격수로 활약하고 있다.

## 구단 경력
그는 2008년부터 J1리그의 우라와 레즈에서 뛰었다. 2014년까지 167경기에 출전하여, 33득점을 넣었다. 2014년 헤르타 BSC로 이적했다. 2018년부터 2021년까지 하노버 96에서 뛰었다. 그 후 1. FC 우니온 베를린과 VfB 슈투트가르트에서 뛰었다.

## 국가대표팀 경력
그는 2011년 10월 7일 베트남과의 경기에서 일본 국가대표팀에 데뷔했다. 2013년 EAFF 동아시안컵에 출전, 우승에 기여했다. 2016년엔 FIFA 월드컵 아시아 지역 최종 예선 4경기연속 득점을 기록하였다. 2018년 FIFA 월드컵에도 4출전했다. 벨기에와의 16강전에서는 후반 3분 선제골을 넣었다. 2019년 AFC 아시안컵 준우승에 기여했다. 그는 2022년까지 국제 A매치 통산 74경기에 출전, 11득점을 넣었다.

## 통계
| 일본 | 일본 | 일본 |
| 연도 | 출전 | 득점 |
| ---- | ---- | ---- |
| 2011 | 1    | 0    |
| 2012 | 0    | 0    |
| 2013 | 2    | 0    |
| 2014 | 0    | 0    |
| 2015 | 8    | 1    |
| 2016 | 9    | 5    |
| 2017 | 9    | 0    |
| 2018 | 11   | 2    |
| 2019 | 13   | 3    |
| 2020 | 4    | 0    |
| 2021 | 9    | 0    |
| 2022 | 8    | 0    |
| 통산 | 74   | 11   |